# Harm principle

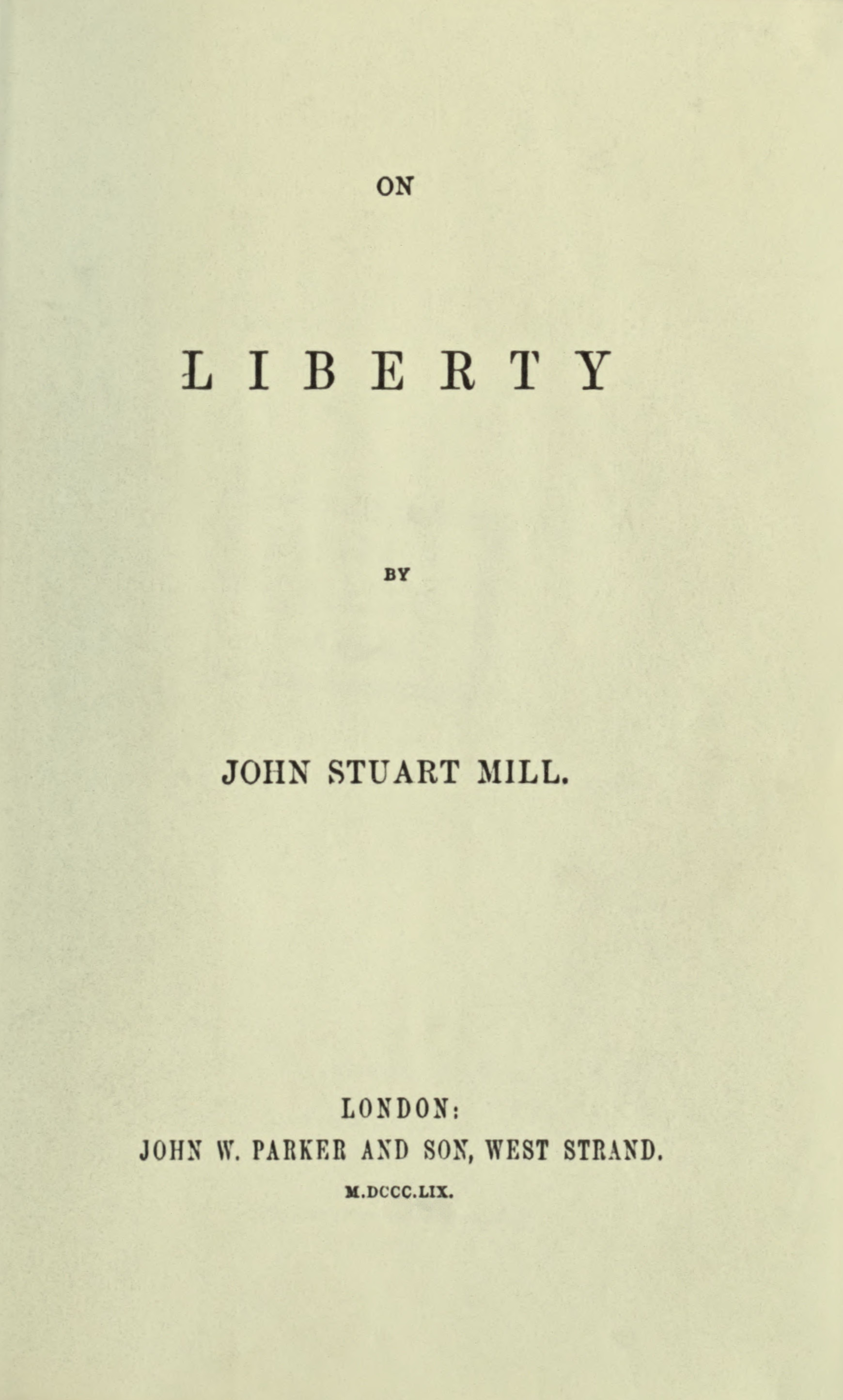
Le harm principle est énoncé pour la première fois dans De la liberté.

Le harm principle (traduit principe de non-nuisance ou principe du tort) est un principe de philosophie politique et morale. Il énonce que la société ne peut contraindre un individu contre sa volonté que pour une seule raison : empêcher de causer du tort à autrui (to prevent harm to others). 
Le concept a été formulé par John Stuart Mill dans son ouvrage De la liberté en 1859. Selon Mill, la société n'a rien à objecter aux comportements individuels qui ne concernent pas autrui. Contraindre ou punir quelqu'un pour son propre bien n'est pas légitime. On peut l'inciter à adopter un comportement "sage" ou "meilleur pour lui", mais pas le forcer à agir. 
Le harm principle est très influent au sein de la tradition libérale, qui l'interprète souvent comme un principe uniquement politique. Il pose néanmoins des difficultés d'interprétations. La définition du tort (harm) et d'autrui (others) font l'objet de débats et plusieurs compréhensions du harm principle existent. 
L'expression "harm principle" n'est toutefois pas de Mill lui-même. Elle a été forgée par Joel Feinberg (en) en 1973.  

## Énoncé du principe
« L'objet de cet essai est de poser un principe très simple, fondé à régler absolument les rapports de la société et de l'individu dans tout ce qui est contrainte ou contrôle, que les moyens utilisés soient la force physique par le biais de sanctions pénales ou la contrainte morale exercée par l'opinion publique. Ce principe veut que les hommes ne soient autorisés, individuellement ou collectivement, à entraver la liberté d'action de quiconque que pour assurer leur propre protection. La seule raison légitime que puisse avoir une société pour user de la force contre un de ses membres est de l'empêcher de nuire aux autres. Contraindre quiconque pour son propre bien, physique ou moral, ne constitue pas une justification suffisante. [...] Le seul aspect de la conduite d'un individu qui soit du ressort de la société est celui qui concerne les autres. Mais pour ce qui ne concerne que lui, son indépendance, est, de droit, absolue
. »
— John Stuart Mill, De la liberté.

## Leharm principlechez Mill
Le harm principle est un principe négatif : il demande de ne pas agir, de ne pas faire quelque chose. Il s'oppose à d'autres principes qui nous incitent à agir positivement, pour le bien d'autrui par exemple. Selon Mill, l'important est d'abord ne pas provoquer soi-même de dommages aux autres.
Intervenir pour empêcher les autres d'agir n'est pas d'emblée légitime. C'est uniquement si quelqu'un risque de causer du tort à quelqu'un d'autre qu'on peut interférer avec son action. L'individu ou la société peuvent alors agir et utiliser de la force de façon légitime.
Mill s'oppose à la plupart des interventions "pour le bien d'autrui". En ce sens, forcer quelqu'un à arrêter sa consommation excessive d'alcool ou de drogue est contraire au harm principle. On pourrait aussi dire que l'obligation de mettre une ceinture de sécurité en voiture va à l'encontre du harm principle.
Cela n'empêche pas d'essayer d'influencer celui qui va contre son propre bien. On peut lui montrer que son comportement n'est pas "sage", qu'il vaudrait mieux qu'il en change. Mais on ne peut pas utiliser la contrainte pour le forcer un adulte à changer sa façon d'agir.
Cependant Mill n'est pas opposé à certaines lois qui contraignent à agir au bénéfice de la communauté. Le harm principle permet de justifier certaines obligations, qui servent l'intérêt collectif :

« Il y a aussi beaucoup d’actes positifs pour le bien des autres, qu’un homme peut être justement obligé d’accomplir ; par exemple de porter témoignage en justice, ou de prendre toute sa part, soit dans la défense commune, soit dans toute autre œuvre commune nécessaire à la société sous la protection de laquelle il vit. De plus, on peut, en toute justice, le rendre responsable envers la société, s’il n’accomplit pas certains actes de bienfaisance individuelle, le devoir évident de tout homme ; tels que sauver la vie de son semblable ou d’intervenir pour défendre le faible contre de mauvais traitements. »

— John Stuart Mill, De la liberté
Pour Mill, il est possible de nuire à autrui par son inaction. Dans certains cas, ne pas intervenir revient à provoquer du tort. On est alors responsable de ne pas avoir agi, de n'avoir rien fait. Mill est toutefois très prudent, et insiste sur le caractère exceptionnel de ces situations.

« Une personne peut nuire aux autres non seulement par ses actions, mais par son inaction, et dans tous les cas elle est responsable envers eux du dommage.
Il est vrai que, dans le dernier cas, la contrainte doit être exercée avec beaucoup plus de ménagement que dans le premier. Rendre quelqu’un responsable du mal qu’il fait aux autres, voilà la règle ; le rendre responsable du mal dont il ne les garantit pas, voilà, comparativement parlant, l’exception. Cependant il y a beaucoup de cas assez clairs et assez graves pour justifier cette exception »

— John Stuart Mill, De la liberté
Cette extension du harm principle aux cas où l'on nuit indirectement ouvre de nombreuses questions difficiles. Dans le cas de la vaccination par exemple : forcer autrui à se vacciner pour son propre bien est contraire au harm principle. Mais si on le force à se vacciner pour éviter de nuire aux autres et à la société, cela peut devenir légitime. La question de l'application du harm principle millien est alors plus complexe.
On note par ailleurs que le principe de Mill ne s'applique pas à tous. Selon Mill on ne doit pas protéger d'eux-mêmes les "êtres humains dans la maturité de leurs facultés". Mais il est tout à fait possible de protéger d'eux-mêmes les enfants ou ceux qui n'ont pas de facultés "matures" :

« Il est peut-être à peine nécessaire de le dire, cette doctrine n’entend s’appliquer qu’aux êtres humains dans la maturité de leurs facultés. Nous ne parlons pas des enfants ni des jeunes gens des deux sexes qui n’ont pas atteint l’âge fixé par la loi pour la majorité. Ceux qui sont encore d’âge à réclamer les soins d’autrui, doivent être protégés contre leurs propres actions aussi bien que contre tout dommage extérieur. Par la même raison, nous pouvons laisser de côté ces sociétés naissantes où la race elle-même peut être regardée comme mineure. »

— John Stuart Mill, De la liberté

## Autres interprétations du principe
Le harm principle a été repris par de nombreux philosophes qui s'écartent souvent de l'usage strictement millien du principe. La question de l'interprétation du harm principle est débattue : tous les philosophes ne sont pas d'accord sur l'étendue des "torts causés à autrui", sur le fait de nuire par son inaction, ou sur qui compte comme un "autre" protégé par le principe.

### Responsabilité
Le fait de ne pas nuire à autrui peut se comprendre de deux façons :
1. Il ne faut pas nuire à autrui par son action
2. Il ne faut nuire à autrui ni par son action ni par son inaction

La compréhension qu'on a du principe de non-nuisance modifie le type de responsabilité morale qu'a l'agent. Dans l'acception (1) la responsabilité est uniquement positive : l'agent est responsable de ce qu'il fait, et non de ce qu'il ne fait pas. Dans l'acception (2) la responsabilité sera aussi négative : on sera moralement responsable de ce qu'on ne fait pas. 
Bien que Mill considère que les cas de nuisance par inaction soient des « exceptions » à son principe, et qu'il demande avant tout de ne pas nuire directement, les philosophes postérieurs considèrent généralement ces cas plutôt comme une « extension » du principe de non nuisance. 
En France, les lois condamnant la non assistance à personne en danger illustrent bien l'idée d'une responsabilité négative. Si l'on n'aide pas une personne en difficulté on lui nuit par inaction, certes on n'agit pas  contre elle, mais notre inaction lui nuit. Toutefois si l'on admettait une version du principe de non-nuisance récusant la notion de responsabilité négative, il n'y aurait aucun tort moral à ne pas aider une personne en danger.

### Nuisance
Le harm principle suppose qu'on puisse définir ce qu'est nuire, mais surtout qu'on différencie « nuire » d'autres notions telles que « causer du dommage ». 
Si l'on entend « nuire » dans un sens très large, on tend à s'éloigner du contexte libéral dans lequel s'inscrit le harm principle. On pourrait imaginer que porter un signe religieux au sein d'un groupe d'athées fervents nuit à ces athées ; mais on sort alors du cadre libéral où émerge le principe millien.
Il s'agit aussi de ne pas confondre causer une nuisance et causer du dommage. Lorsqu'on joue à un jeu à un seul gagnant, celui qui gagne cause une forme de dommage aux perdants, mais il ne fait rien d'immoral. Cela sera le cas si l'on soutient que le gagnant nuit aux perdants.

### Autrui
Le harm principle engage à ne pas causer de tort à autrui. C’est-à-dire à un individu ou à un groupe d'individus. Il n'y a donc pas forcément de tort moral à attaquer des symboles ou des entités abstraites : brûler le drapeau d'un État, détruire des idoles religieuses n'est donc pas nécessairement immoral (selon la compréhension  de « nuire » qu'on aura).
La question de savoir qui est autrui est cependant complexe. Par exemple le harm principle ne précise pas si autrui doit être vivant pour qu'on ait une responsabilité morale envers lui. Cela n'est pas aussi absurde qu'il le paraît au premier abord : a-t-on une responsabilité morale envers les morts ? envers les générations futures ? envers les animaux? Les réponses varieront selon les « versions » du harm principle que l'on endossera.